# 리청구 (푸톈시)

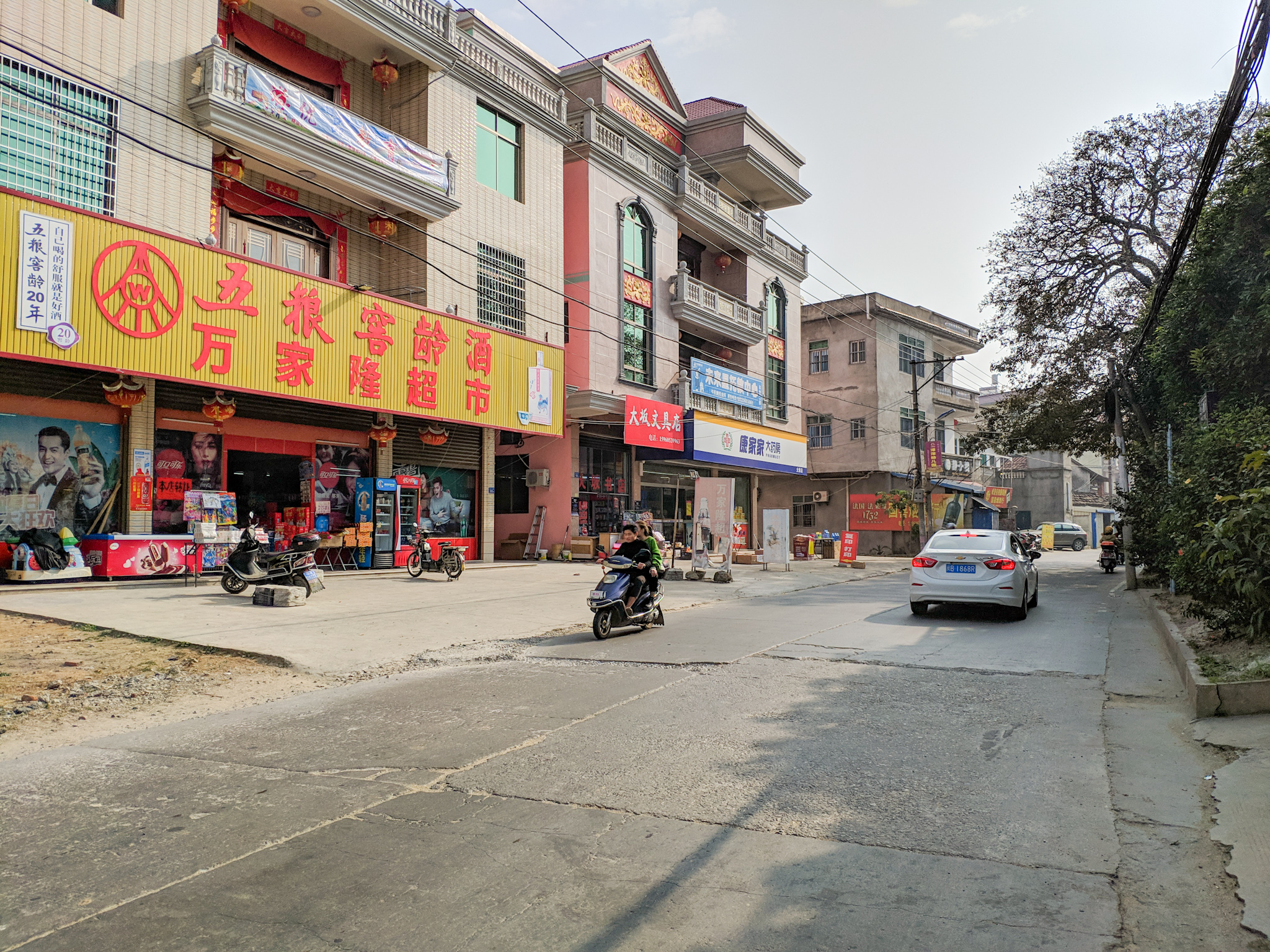

리청구(한국어: 려성구, 중국어: 荔城區, 병음: Lìchéng Qū)는 중화인민공화국 푸젠성 푸톈시의 현급 행정구역이다. 넓이는 293km2이고, 인구는 2007년 기준으로 470,000명이다.

## 행정 구역
2개 가도, 4개 진을 관할한다.
- 가도: 진해 가도(鎭海街道), 공진 가도(拱辰街道).
- 진: 서천미진(西天尾鎭), 황석진(黃石鎭), 신도진(新度鎭), 북고진(北高鎭).